# شوهر، همسر و اون (فیلم ۱۹۷۸)
شوهر، همسر و اون (به هندی: Pati Patni Aur Woh) فیلمی محصول سال ۱۹۷۸ و به کارگردانی بالدو راج چوپرا است. در این فیلم بازیگرانی همچون سانجیو کومار، ویدیا سینها، رانجیتا کائور، آسرانی، پروین بابی، نانا پالشیکار، ریشی کاپور و نیتو سینگ ایفای نقش کرده‌اند.